# Jean Prévost
Jean Prévost (ur. 13 czerwca 1901 w Saint-Pierre-lès-Nemours, zm. 1 lipca 1944 w Sassenage) – francuski pisarz, krytyk literacki i literaturoznawca.

## Życiorys
Ukończył École normale supérieure w Paryżu. Pracował jako dziennikarz, redaktor, a także wykładowca literatury francuskiej poza granicami kraju. Napisał kilka powieści, opowiadań populistycznych i esejów socjologicznych, politycznych i psychologicznych. Doktoryzował się w 1942 (rozprawa Le Création chez Stendhal). W 1953 wydano pośmiertnie jego niedokończoną pracę Baudelaire. Essai sur l'inspiration et la création poétiques, w której modernizował metody krytyki uniwersyteckiej oraz badał procesy kreacyjne w literaturze w powiązaniu z doświadczeniami wielkich pisarzy.
Podczas II wojny światowej był członkiem ruchu oporu znanym jako Kapitan Goderville. Zginął w potyczce partyzanckiej.

## Galeria

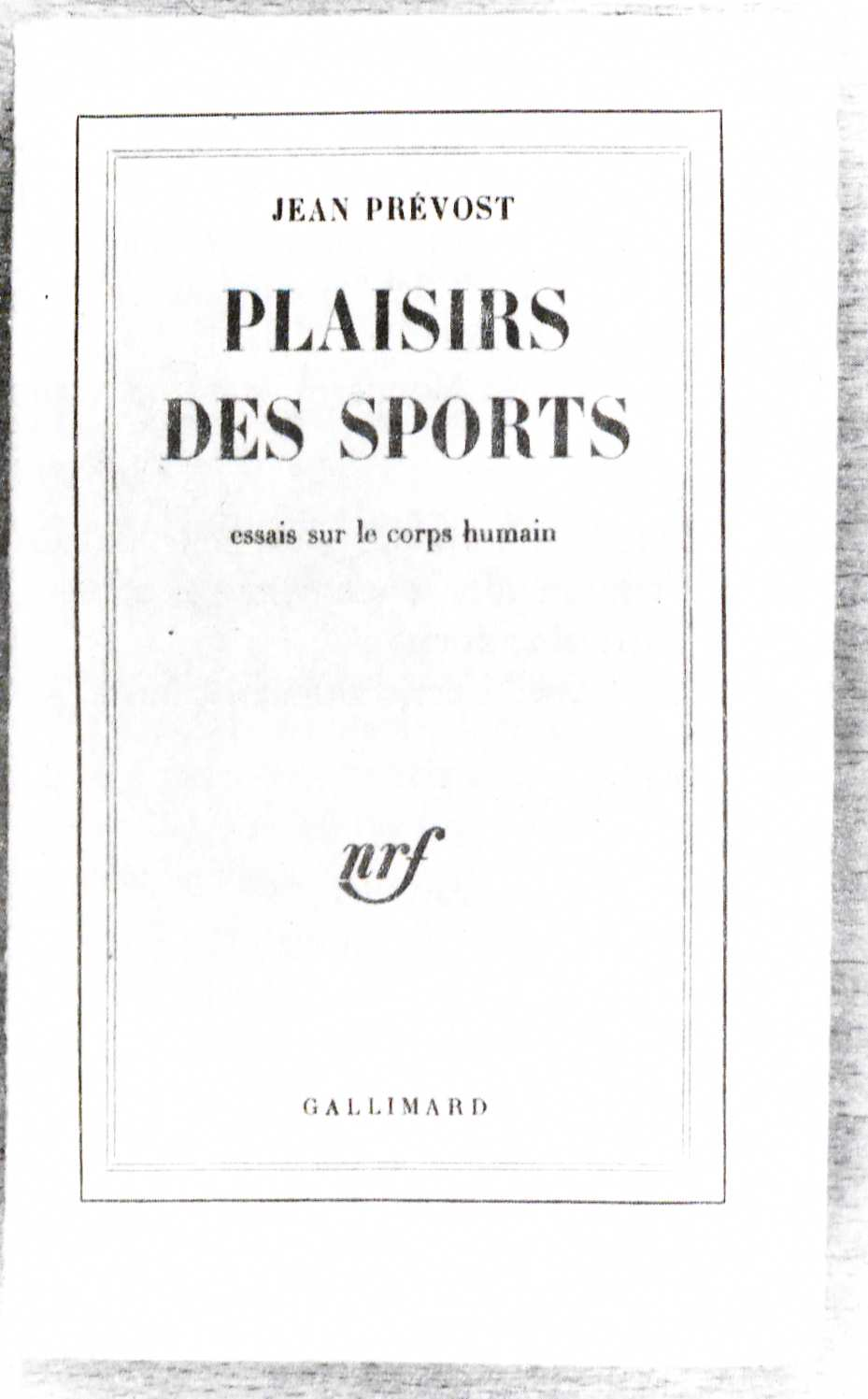
Jeden z esejów
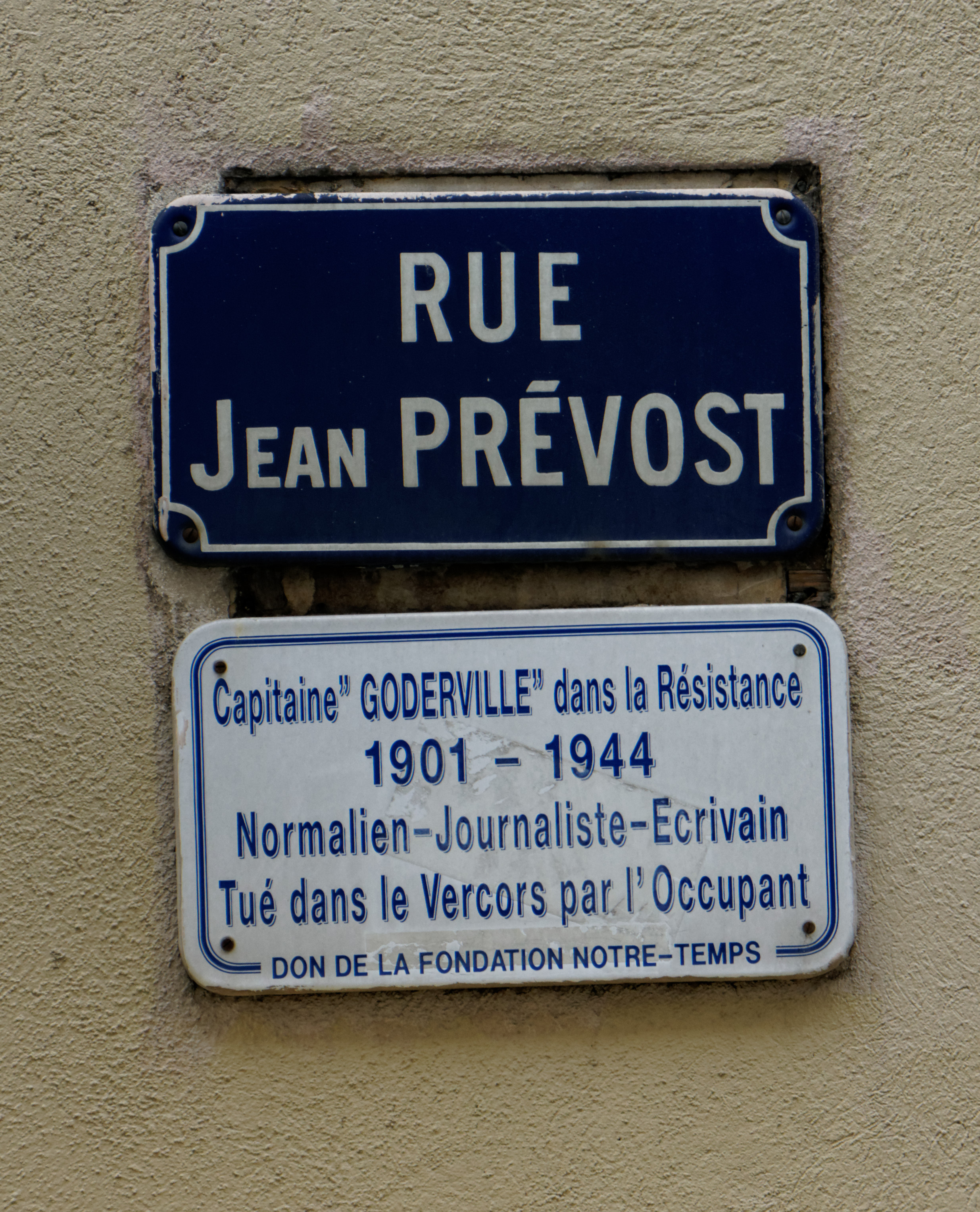
Ulica w Grenoble
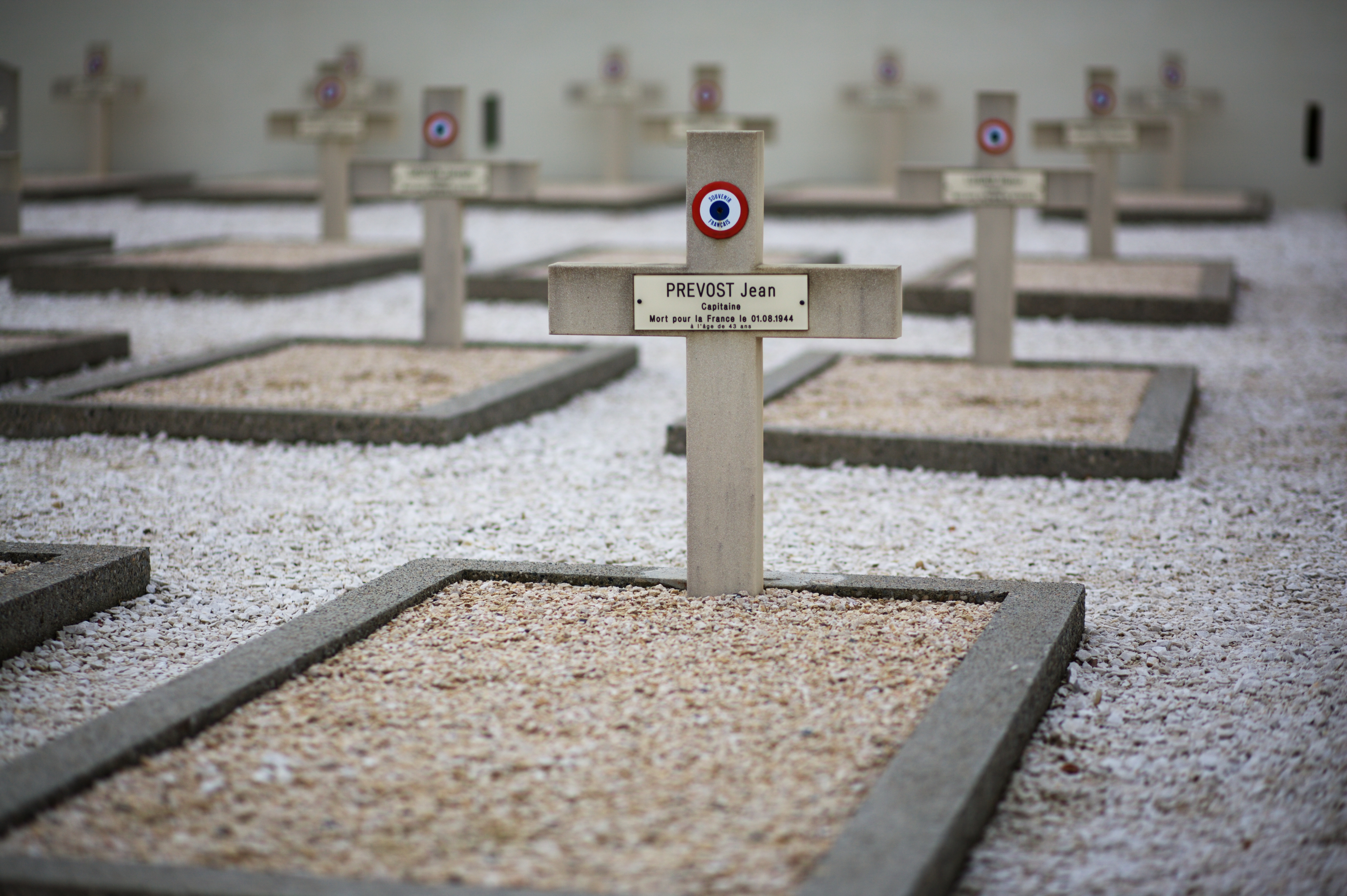
Grób w Saint-Nizier-du-Moucherotte (Isère)